# Nimravides
 Nimravides  ist eine ausgestorbene Gattung der Katzen aus dem mittleren und späten Miozän sowie dem frühesten Pliozän Nordamerikas. Trotz des wissenschaftlichen Namens Nimravides gehört die Gattung nicht zur Familie der Nimravidae (die nach der Gattung Nimravus benannt ist), sondern zur Familie der Katzen (Felidae).

## Merkmale
Die Arten der Gattung wie Nimravides pedionomus sind etwas kleiner als etwa die spätere recht bekannte Art Machairodus catacopsis, früher Nimravides catacopsis; dieser erreichte etwa die Ausmaße eines Tigers. Wie bei anderen Säbelzahnkatzen waren die oberen Eckzähne deutlich verlängert.

## Systematik
Die Gattung Nimravides wurde erstmalig 1958 beschrieben von David B. Kitts aus einer Lagerstätte aus dem Pliozän im Ellis County in Oklahoma, wobei er zusätzlich Funde aus Texas und Kalifornien ergänzte. Dabei setzte er die ursprünglich von MacDonald 1948 als Pseudaelurus thinobates beschriebene Art als Typus ein, die seitdem als Nimravides thinobates klassifiziert wird.
In der Folge kamen weitere Arten hinzu, sodass die Gattung nach aktuellem Stand aus vier Arten besteht:
- Nimravides galiani Baskin, 1981
- Nimravides hibbardi Dalquest, 1969
- Nimravides pedionomus MacDonald, 1948
- Nimravides thinobates MacDonald, 1948

Der ebenfalls häufig in die Gattung gestellte und teilweise als Synonym zu Nimravides thinobates diskutierte Nimravides catacopsis (Cope, 1887) wurde 2013 als Machairodus catacopsis in die Gattung Machairodus überstellt.  Die Ähnlichkeit mit Machairodus aphanistus aus dem späten Miozän Eurasiens war bereits vorher thematisiert worden.

## Belege
1. ↑  Larry D. Martin: Felidae in Evolution of Tertiary Mammals of North America, Volume 1: Terrestrial Carnivores, Ungulates, Ungulatelike Mammals. Cambridge University Press, 1998.
2. 1 2  David B. Kitts: Nimravides, a new genus of Felidae from the Pliocene of California, Texas, and Oklahoma. Journal of Mammalogy 39 (3), 1958; S. 368–375. doi:10.2307/1376145.
3. ↑  J.R. MacDonald: A new species of Pseudaelurus from the lower Pliocene of Nebraska. University of California Publications, Bulletin of the Department of Geological Sciences 28, 1948; S. 45–52.
4. 1 2  Mauricio Antón, Manuel J. Salesa  & Gema Siliceo: Machairodont adaptations and affinities of the Holarctic late Miocene homotherin Machairodus (Mammalia, Carnivora, Felidae): the case of Machairodus catocopis Cope, 1887. Journal of Vertebrate Paleontology 33 (5), 2013; S. 1202–1213. doi:10.1080/02724634.2013.760468.
5. ↑  † Nimravides Kitts, 1958 auf fossilworks.org; abgerufen am 24. Februar 2022.
6. ↑  Alan Turner: The Big Cats and their fossil relatives. Columbia University Press, New York 1997, ISBN 0-231-10228-3, S. 25.